# John Biddle (Politiker)

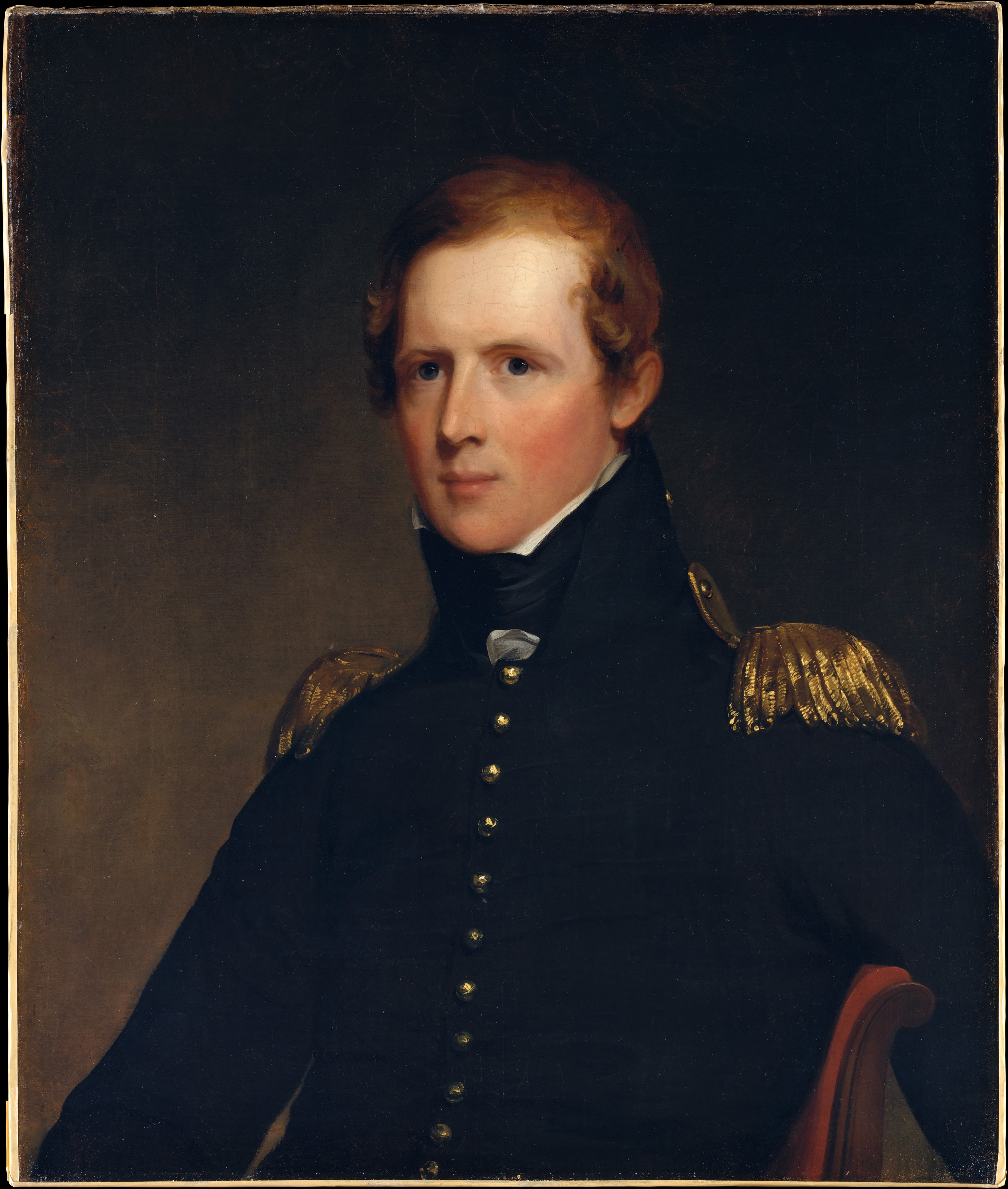
John Biddle

John Biddle (* 2. März 1792 in Philadelphia, Pennsylvania; † 25. August 1859 in White Sulphur Springs, Virginia) war ein US-amerikanischer Politiker. Zwischen 1829 und 1831 vertrat er das Michigan-Territorium als Delegierter im US-Repräsentantenhaus.

## Werdegang
John Biddle besuchte die öffentlichen Schulen seiner Heimat und danach das Princeton College. Zwischen 1812 und 1821 diente er in der US Army. Dabei nahm er auch am Britisch-Amerikanischen Krieg von 1812 teil. Bis zu seinem Ausscheiden aus dem Militärdienst hatte er den Rang eines Major erreicht. Während seiner Militärzeit diente er zeitweise unter General Winfield Scott im Niagaragebiet. Außerdem kommandierte er für einige Zeit das Fort Shelby bei Detroit. Später war er stellvertretender Generalinspekteur.
In den Jahren 1821 und 1822 war er in Green Bay im heutigen Bundesstaat Wisconsin als Indianeragent tätig. Danach fungierte er von 1823 bis 1837, also auch während seiner Zeit im US-Repräsentantenhaus, als Leiter des Katasteramts in Detroit. Außerdem war er Beauftragter zur Untersuchung von früheren Landansprüchen im Michigan-Territorium. In den Jahren 1827 bis 1828 war er als Nachfolger von Jonathan Kearsley Bürgermeister von Detroit. 1828 wurde Biddle als Delegierter des Michigan-Territoriums in den Kongress in Washington, D.C. gewählt, wo er am 4. März 1829 die Nachfolge von Austin Eli Wing antrat. Dieses Mandat übte er bis zu seinem Rücktritt am 21. Februar 1831, zwei Wochen vor dem regulären Ende der Legislaturperiode, aus. Am 4. März 1831 trat dann sein Vorgänger Wing auch seine Nachfolge im US-Repräsentantenhaus an.
Im Jahr 1835 war Biddle Präsident der verfassungsgebenden Versammlung von Michigan. Im gleichen Jahr wurde er Präsident der Michigan Central Railroad. Damals schloss er sich der neugegründeten Whig Party an. Ebenfalls im Jahr 1835 scheiterte seine Kandidatur für den US-Senat. Ferner kandidierte er ebenfalls erfolglos als erster Gouverneur von Michigan, wobei er deutlich am Demokraten Stevens Mason scheiterte. 1841 wurde er Abgeordneter Repräsentantenhaus von Michigan und als Nachfolger von Philo C. Fuller auch dessen Präsident.
In den folgenden Jahren zog sich Biddle aus der Öffentlichkeit zurück. Er lebte zunächst auf seiner Farm „Wyandotte“, die er später verkaufte, und verbrachte viel Zeit auf seinem anderen Anwesen bei St. Louis. John Biddle starb am 25. August 1859 in White Sulphur Springs im heutigen West Virginia. Er war mit Eliza F. Bradish verheiratet, mit der er vier Kinder hatte.